# Trofeo Laigueglia 1974
Il Trofeo Laigueglia 1974, undicesima edizione della corsa, si svolse il 20 febbraio 1974, su un percorso di 173 km. La vittoria fu appannaggio del belga Eddy Merckx, che completò il percorso in 4h24'00", precedendo gli italiani Enrico Paolini e Felice Gimondi.
I corridori che presero il via da Laigueglia furono 149, mentre coloro che portarono a termine il percorso sul medesimo traguardo furono 60.

## Ordine d'arrivo (Top 10)
| Pos. | Corridore          | Squadra        | Tempo    |
| ---- | ------------------ | -------------- | -------- |
| 1    | Eddy Merckx        | Molteni        | 4h24'00" |
| 2    | Enrico Paolini     | Scic           | s.t.     |
| 3    | Felice Gimondi     | Bianchi        | a 56"    |
| 4    | Frans Mintjens     | Molteni        | s.t.     |
| 5    | Giancarlo Polidori | Dreherforte    | s.t.     |
| 6    | Knut Knudsen       | Jollj Ceramica | s.t.     |
| 7    | Renato Laghi       | Scic           | s.t.     |
| 8    | Josef Fuchs        | Filotex        | s.t.     |
| 9    | Wladimiro Panizza  | Brooklyn       | s.t.     |
| 10   | Walter Riccomi     | Sammontana     | s.t.     |